# پیدمانت (کالیفرنیا)
پیدمانت (به انگلیسی: Piedmont) شهری در شهرستان آلامدا ایالت کالیفرنیا است که در سرشماری سال ۲۰۱۰ میلادی، ۱۰۶۶۷ نفر جمعیت داشته است.